# Pico (préfixe)
Pour les articles homonymes, voir Pico (homonymie).
Pour un article plus général, voir Préfixes du Système international d'unités.
Pico (symbole p) est le préfixe du Système international d'unités (SI) qui représente 10–12 fois l'unité (soit un mille-milliardième, ou un millionième de millionième). Par exemple, le picofarad (1 pF = 10–12 F) est la plus petite unité de mesure de capacité électrique couramment utilisée en électronique.
Confirmé en 1960, le préfixe pico provient de l'italien piccolo (« petit »).